# Friedrich Leinung
Friedrich „Fritz“ Leinung (* 8. Januar 1934 in Emmerich; † 10. Juli 2015 in Kleve) war ein deutscher römisch-katholischer Priester in Kleve. Er setzte sich für die Versöhnung mit den Niederlanden, Polen und England nach dem Zweiten Weltkrieg ein.

## Leben
Leinung wurde als Sohn des Rheinschifffahrtsspeditionsleiters Friedrich Leinung und seiner Frau Agnes, geb. van Beek, geboren. Nach der Rückkehr der Familie aus der Evakuierung in Thüringen besuchte er bis 1955 das Gymnasium in Emmerich und studierte katholische Theologie in Münster und München. Nach der Priesterweihe im Jahr 1961 war er als Kaplan in Dinslaken, Beckum und Kleve tätig, dann als Repetent im Borromäum Münster. Von 1974 bis zur Emeritierung im Jahr 2003 war er Pfarrer an der Klever Unterstadtkirche (Minoritenkirche). 
Als Pfarrer der Unterstadtkirche in Kleve setzte sich Leinung für die Versöhnung mit den Niederlanden, Polen und England ein. Diese Versöhnungsarbeit fand in der Region, in ganz Deutschland und darüber hinaus Beachtung, etwa am 8. Mai 1985 in der Rede des Bundespräsidenten Richard von Weizsäcker Zum 40. Jahrestag der Beendigung des Krieges in Europa und der nationalsozialistischen Gewaltherrschaft bei der Gedenkveranstaltung im Plenarsaal des Deutschen Bundestages:

„Eine Gemeinde der niederrheinischen Stadt Kleve erhielt neulich Brote aus polnischen Gemeinden als Zeichen der Aussöhnung und Gemeinschaft. Eines dieser Brote hat sie an einen Lehrer nach England geschickt. Denn dieser Lehrer aus England war aus der Anonymität herausgetreten und hatte geschrieben, er habe damals im Krieg als Bombenflieger Kirchen und Wohnhäuser in Kleve zerstört und wünsche sich ein Zeichen der Aussöhnung.“

Er gründete die Klosterpforte, eine Selbsthilfeeinrichtung von Obdachlosen, Drogensüchtigen und psychisch Kranken an der Unterstadtkirche in Kleve.
Seine Publikationen zur Stadtgeschichte und Geschichte der Region beleuchten religiöse Toleranz als alte Klever Tradition.
Nach seiner Emeritierung 2003 lebte Leinung zunächst in Emmerich, später wechselte er in das Seniorenzentrum Herz-Jesu-Kloster in Kleve, wo er am 10. Juli 2015 starb.

## Ehrungen
- Ehrenbürgerwürde der Stadt Kleve (2001)[8]
- Ritterkreuz des polnischen Verdienstordens für seine Verdienste um die Aussöhnung mit Polen (2002)[6]

## Schriften
- Im Chor der Heiligen und Unheiligen. Eine Besichtigung des Chorgestühls der Klever Minoriten anläßlich des 700. Jahrestages ihrer Ankunft. Eigenverlag (Druck Rudolf Bosch), Kleve 1985
- Wege zueinander: Gemeinde unterwegs im Dienst der Versöhnung, aufgeschrieben anläßlich des 750. Jahrestages der Unterstadtkirche. Eigenverlag (Druck Rudolf Bosch), Kleve 1991
- Wolfgang Krebs, Friedrich Leinung: Religionsgemeinschaften in Kleve. Ein geschichtlicher Überblick. Verlag für Kultur und Technik, Kleve 1994, ISBN 3-924637-18-0
- Die Barbarin. Die Geschichte der Adela von Elten. 2. Auflage, Verlag für Kultur und Technik, Kleve 1996, ISBN 3-924637-19-9
- Klever Spurensuche. In Paris, in Rom, in Brüssel, in London, in Berlin, in Den Haag, sowie in der Geschichte europäischer Dynastien. G. W. Bösmann, Kleve 1999
- Kleve. Bildband (Bilder von Hans-Ulrich Kreß), Stadt-Bild-Verlag, Leipzig 2003, ISBN 3-934572-87-1
- Ray Hamley und die Anrufe von oben. Verlag für Kultur und Technik, Kleve 2005, ISBN 978-3-924637-39-2
- Gemeinsame Wege auf den Spuren europäischer Geschichte. 1982–2007: 25 Jahre polnische Gemeinde an der Klever Unterstadtkirche. Boss, Kleve 2007, ISBN 978-3-89413-272-9
- Friedrich Leinung, Elke Lehnen, Michiel van der Mey: Treffpunkt Klosterpforte. Randgruppen und die Pfarrgemeinde. 160 Seiten, Kleve 2011